# A Farewell to Kings
Az A Farewell to Kings a kanadai Rush együttes ötödik stúdióalbuma (összességében a hatodik nagylemeze), amely 1977-ben jelent meg a Mercury Records kiadásában. Az album a 33. helyig jutott a poplemezek Billboard-listáján, az addigi legjobb helyezést elérve a Rush történetében. Az albumról kimásolt kislemez, a Closer to the Heart Amerikában felkerült a Billboard Hot 100 slágerlistára (szintén először az együttes történetében), a 76. helyre, míg Angliában a 36. helyezést szerezte meg.
A stúdióban ismét Terry Brown hangmérnök/producerrel dolgoztak, de ezúttal nem Kanadában, hanem Nagy-Britanniában vették fel a lemezt, a dél-walesi Rockfield stúdióban. Ez volt az első Rush-album, amelyen hangsúlyos szerepet kapott a szintetizátor, ami a következő években aztán teljesen megváltoztatta az együttes hangzását.
Az A Farewell to Kings két hónappal megjelenése után már megkapta az aranylemez minősítést, és 1993 decemberében lett platinalemez. CD-n először 1987-ben jelent meg az album, majd 1997-ben a Rush Remasters sorozatban adták ki újra digitálisan feljavított hangzással.
A lemez címe Ernest Hemingway amerikai író Búcsú a fegyverektől (angolul: A Farewell to Arms) című klasszikus művére reflektál.

## Az album dalai
1. A Farewell to Kings – 5:51
2. Xanadu – 11:08
3. Closer to the Heart – 2:53
4. Cinderella Man – 4:21
5. Madrigal – 2:35
6. Cygnus X-1 – 10:25

## Közreműködők
- Geddy Lee – ének, basszusgitár, 12-húros gitár, Mini Moog, basszus-pedálszintetizátor
- Alex Lifeson – 6 és 12-húros elektromos gitár, ill. akusztikus gitár, klasszikus gitár, basszus-pedálszintetizátor
- Neil Peart – ütőhangszerek